# Габриел Марсел
Габриел Марсел (на френски: Gabriel Marcel; 1889–1973) е смятан от мнозина за първия френски философ-екзистенциалист. Той е вярващ католик, а баща му е атеист. Марсел се противопоставя на антисемитизма и поддържа близки връзки с некатолици.
По време на Първата световна война служи в Червения кръст. Работи в няколко литературни списания и пише рецензии за чуждестранна литература. През 20-те години написва няколко пиеси, поставени на парижка сцена. В началото философията му е силно повлияна от Сьорен Киркегор, но по-късно тя е обогатена от контактите му с Еманюел Муние, Еманюел Левинас, Пол Рикьор, Жан-Пол Сартр и Албер Камю.
В своята екзистенциална философия Габриел Марсел разглежда класически теми на християнската философия и етика като въпросите за надеждата и страданието, самотата и общуването, пътя на човека към Бога и неговата участ в този свят. Темите на философските му изследвания са близки до проблематиката на френския екзистенциализъм, но и до християнската философия на френските неотомисти като Жак Маритен и Етиен Жилсон.

## Произведения
- Метафизически дневник (1927)
- Битие и притежание (1935)
- Homo viator (1944)
- Мистерията на битието (1950)
- Присъствие и безсмъртие (1959)
- Философия на екзистенциализма (1961)
- За една трагическа мъдрост и отвъд нея (1968)